# 1667 Pels
1667 Pels eller 1930 SY är en asteroid i huvudbältet som upptäcktes den 16 september 1930 av den holländske astronomen Hendrik van Gent i Johannesburg. Den har fått sitt namn efter den holländske astronomen Gerrit Pels.
Asteroiden har en diameter på ungefär 8 kilometer och den tillhör asteroidgruppen Flora.